# Derradji Bousselah
Derradji Bousselah (în arabă دراجي بوصلاح) este o comună din provincia Mila, Algeria.
Populația comunei este de 10.013 locuitori (2008).